# Március 25.
Március 25. az év 84. (szökőévben 85.) napja a Gergely-naptár szerint. Az évből még 281 nap van hátra.
Névnapok: Irén, Írisz + Ancilla, Annunciáta, Cézár, Ders, Derzs, Ernák, Ernye, Humbert, Iréne, Irnik, Isméria, Izméne, Jernő, Kristóf, Krisztofer, Lúcia, Málna, Mandula, Mária, Marinella, Mátka, Umbertó
A római katolikus egyház egyik főünnepe, Gyümölcsoltó Boldogasszony napja.

## Események

### Politikai események
- 1306 – Robert Bruce-t Scone-ban Skócia királyává koronázzák, I. Róbert néven (1329-ig uralkodik).
- 1442 – Hunyadi János Szebennél legyőzi a Mezid bég vezette török sereget, Kemény Simon megmenti Hunyadi életét.
- 1821 – Görögország függetlenné válik az Oszmán Birodalomtól.
- 1848 – a zágrábi nemzetgyűlés nemzeti önállóságot és a horvát szábornak felelős kormányt követel.[1]
- 1919 – Vavro Šrobár miniszter a magyar tanácsköztársaság kikiáltása miatt Szlovákia területén rendkívüli állapotot hirdet ki.
- 1942 – Megkezdődik a szlovákiai zsidók deportálása a lengyelországi haláltáborokba (október 20-áig 58 000 zsidót deportálnak). A római szerződés aláírói és aláírása

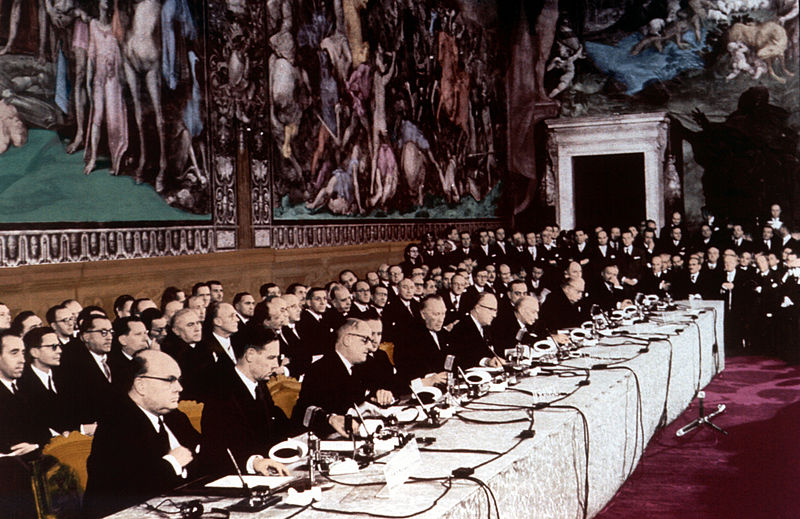
A római szerződés aláírói és aláírása

- 1948 – Magyarországon államosítják a száznál több főt foglalkoztató üzemeket.
- 1975 – Rijád-ban (Szaúd-Arábia) Fejszál királyt meggyilkolja unokaöccse, Fejszál herceg. Khalid király az új uralkodó.
- 1977 – Nyilvános kivégzések Kínában.
- 1988 – Pozsonyban a hívők jogaiért tüntető tömeget oszlat fel a rendőrség, letartóztatnak 125 embert. A „gyertyás tüntetésként” ismertté vált megmozdulást egy vallásszabadságot követelő petíció támogatására szervezi a mind erősebbé és határozottabbá váló katolikus ellenzék.
- 1990 – Az első szabad választás Magyarországon a szocializmus évtizedei után.
- 1990 – Népszavazás dönt Észtországban  a Szovjetuniótól való elszakadás mellett.
- 2008 – Minszkben rohamrendőrök oszlatnak fel egy – nem engedélyezett – ellenzéki tüntetést; a felvonulók a népköztársaság kikiáltásának 90. évfordulóját akarták megünnepelni és egyben Aljakszandr Rihoravics Lukasenka elnök lemondását követelték.
- 2017 – A római szerződés aláírásának 60. évfordulóján az Európai Unió 27 tagállama vezetőinek római csúcstalálkozóján aláírják az ünnepi megemlékezés nyilatkozatát az uniós együttműködés folytatásáról és az EU előtt álló kihívások kezeléséről.[2]

### Tudományos és gazdasági események
- 1655 – Christiaan Huygens holland csillagász felfedezi a Titant, a Szaturnusz legnagyobb holdját.
- 1843 - Átadják a közönségnek Londonban a Temze-alagutat, mely tizennyolc éven át épült Sir Marc Isambard Brunel tervezésében és irányításával fia, Isambard Kingdom Brunel közreműködésével
- 1957 – Rómában aláírják az Európai Gazdasági Közösség és az Euratom létrehozásáról szóló római szerződés dokumentumait.
- 1983 – Kibocsátják az ezerforintos bankjegyet.

### Kulturális események
- 1305 – Felszentelik Padovában a Scrovegni-kápolnát, melynek Júdás csókja freskóját Giotto festette.

### Sportesemények
Formula–1
- 1984 –  brazil nagydíj, Jacarepagua - Győztes: Alain Prost  (McLaren TAG Porsche Turbo)
- 1990 –  brazil nagydíj, Interlagos - Győztes: Alain Prost  (Ferrari)
- 2012 –  maláj nagydíj, Sepang - Győztes: Fernando Alonso  (Ferrari)
- 2018 –  ausztrál nagydíj, Melbourne Grand Prix Circuit - Győztes: Sebastian Vettel  (Ferrari)

## Születések
- 1347 – Sziénai Szent Katalin Európa és Olaszország egyik védőszentje, egyházdoktor († 1380)
- 1541 – Francesco de’ Medici Toszkána nagyhercege († 1587)
- 1664 – Harruckern János György báró, német származású magyar nagybirtokos († 1742)
- 1704 – Faludi Ferenc jezsuita pap, tanár, író, költő, műfordító († 1779)
- 1767 – Joachim Murat francia marsall, I. Napóleon császár sógora, Nápoly királya, kivégezték († 1815)
- 1795 – Vásárhelyi Pál mérnök († 1846)
- 1821 – Leövey Klára pedagógus, író, újságíró († 1897)
- 1826 – Hamary Dániel magyar orvosdoktor, író, 1848-as nemzetőr, magyar királyi honvéd törzsorvos († 1892)
- 1841 – Allaga Géza cimbalom- és csellóművész, zeneszerző, zenetanár († 1913)
- 1867 – Arturo Toscanini olasz karmester († 1957)
- 1873 – Rudolf Rocker német történész, anarcho-szindikalista író († 1958)
- 1881 – Bartók Béla magyar zeneszerző, népzenekutató († 1945)
- 1887 – Nagumo Csúicsi japán admirális († 1944)
- 1888 – Farkas Sándor operaénekes (bariton), a budapesti Operaház örökös tagja († 1970)
- 1895 – Illés Béla magyar író, újságíró († 1974)
- 1899 – Burt Munro sebesség világrekorder († 1978)
- 1906 – Alan John Percivale Taylor brit történész († 1990)
- 1910 – Magda Olivero olasz opera-énekesnő (szoprán) († 2014)
- 1916 – Kaszap István jezsuita novicius († 1935)
- 1920 – Barabás Jenő magyar néprajzkutató († 1994)
- 1921 – Jancsó Adrienne Kossuth-díjas magyar színésznő, előadóművész († 2006)
- 1921 – Simone Signoret (sz. Simone-Henriette-Charlotte Kaminker) francia színésznő († 1985)
- 1922 – Carlo Dusio olasz autóversenyző († 2006)
- 1925 – Don Freeland (Donald Freeland) amerikai autóversenyző († 2007)
- 1925 – Id. Szabó István bűvész (ismertebb nevén Figaro) († 2012)
- 1926 – Ágh Éva magyar színésznő († 2017)
- 1926 – Papp László ökölvívó, háromszoros olimpiai bajnok († 2003)
- 1931 – Lovas Edit magyar rendező, színházigazgató († 1995)
- 1931 – Sík Ferenc Kossuth- és Jászai Mari-díjas magyar rendező († 1995)
- 1932 – Kemenes Fanni Jászai Mari-díjas magyar jelmeztervező, érdemes művész
- 1933 – Romano Puppo olasz színész, kaszkadőr († 1994)
- 1938 – Fritz d’Orey brazil autóversenyző († 2020)
- 1940 – Barát József grafikusművész, karikaturista
- 1940 – Mina (Mina Anna Maria Mazzini) olasz énekesnő
- 1941 – Péva Ibolya Aase-díjas magyar színésznő, a Miskolci Nemzeti Színház örökös tagja
- 1942 – Aretha Franklin tizenhatszoros Grammy-díjas amerikai énekesnő († 2018)
- 1946 – Déry Mária magyar színésznő
- 1946 – Krasznai Tamás magyar színész, magánénekes, a Győri Nemzeti Színház Örökös Tagja
- 1947 – Elton John angol zeneszerző, előadóművész
- 1948 – Bonnie Bedelia amerikai színésznő
- 1951 – Maizie Williams énekesnő, táncos, a Boney M. együttes tagja
- 1952 – Juszt László magyar újságíró
- 1957 – Bächer Iván író, újságíró, publicista († 2013)
- 1959 – Joanna Stempińska borász, művészettörténész, diplomata, Lengyelország nagykövete
- 1960 – Steve Norman, angol zenész, Spandau Ballet szakszofonosa
- 1961 – Hullan Zsuzsa magyar színésznő
- 1962 – Marcia Cross amerikai színésznő
- 1965 – Sarah Jessica Parker amerikai színésznő
- 1975 – Kocsis Gergely magyar színész, bábszínész
- 1976 – John Steenhuisen dél-afrikai politikus, agrárminiszter, a Demokratikus Szövetség elnöke
- 1976 – Volodimir Klicsko ukrán ökölvívó
- 1977 – Pap Lujza magyar színésznő
- 1985 – Ken Takakuwa japán úszó
- 1986 – Kyle Lowry amerikai olimpiai bajnok kosárlabdázó
- 1988 – Erik Knudsen kanadai színész
- 1989 – Matthew Beard angol színész (Egy nap)
- 1990 – Makszim Csugyinov orosz jégkorongozó[3]
- 1996 – Rapport Richárd magyar sakkozó
- 2000 – Jadon Sancho angol labdarúgó

## Halálozások
- 752 – II. István pápa
- 1223 – II. Alfonz portugál király, ragadványnevén Kövér Alfonz, Portugália harmadik királya (* 1185)
- 1918 – Claude Debussy francia zeneszerző (* 1862)
- 1818 – Caspar Wessel norvég-dán földmérő, amatőr matematikus (* 1745)
- 1853 – Kiss Bálint református lelkész, történész, pedagógus, az MTA tagja (* 1772)
- 1873 – Wilhelm Marstrand dán festő (* 1810)
- 1914 – Frédéric Mistral Nobel-díjas francia költő, író (* 1830)
- 1922 – Hugonnai Vilma, az első magyar orvosnő (* 1847)
- 1951 – Mechlovits Zoltán magyar asztaliteniszező, hatszoros világbajnok (* 1891)
- 1967 – Faragó László magyar ügyvéd, újságíró, lapszerkesztő (* 1896)
- 1969 – Billy Cotton (William Edward Cotton) brit autóversenyző (* 1899)
- 1975 – Fejszál király, Szaúd-Arábia uralkodója (meggyilkolják) (* 1906)
- 1981 – Viola Mihály magyar színművész (* 1922)
- 1988 – Vásárhelyi Géza magyar költő (* 1939)
- 2005 – Kertész Erzsébet magyar író (* 1909)
- 2009 – Ocskay Gábor magyar válogatott jégkorongozó (* 1975)
- 2016 – Pozsgay Imre magyar politikus, államminiszter, egyetemi tanár (* 1933)
- 2022 –  Taylor Hawkins amerikai zenész, a Foo Fighters dobosa (*1972)

## Nemzeti ünnepek, emléknapok, világnapok
- A Görög Köztársaság nemzeti ünnepe.
- Gyümölcsoltó Boldogasszony ünnepnapja – Jézus fogantatásának, illetve a születése hírüladásának főünnepe a római katolikus egyházban.